# Строчок
Строчо́к (Gyromitra) — род сумчатых грибов семейства Дисциновые (Discinaceae), который часто путают со съедобными сморчками (Morchella spp.). В сыром виде строчки смертельно ядовиты. Мнения о съедобности разнятся. Распространено мнение, что строчки можно употреблять в пищу после кулинарной обработки или сушки, но по другим мнениям, яд строчков не разлагается ни при каких условиях, которые могут быть созданы на кухне: ни кипячение, ни вымачивание, ни сушка в этом случае не помогают.

## Описание и распространение
Плодовое тело строчка обыкновенного (Gyromitra esculenta) похоже на головной мозг или грецкий орех. Шляпка в многочисленных извилинах, полая, неправильно-округлая, складчатая и разделена на множество долей, поверхность её на вид бархатистая, цвет её может варьировать от желтовато-коричневого до красновато-коричневого — зависит от места и условий произрастания. В диаметре шляпка обычно 2—10 см, края её соединены с ножкой. Ножка обычно неправильной формы, короткая, морщинистая, бороздчатая, часто погружена в почву, книзу имеет небольшое утолщение, внутри — полая, светлая, иногда имеет желтовато-розоватый оттенок, в длину 2—3 см, столько же в диаметре.
Встречается в хвойных, особенно сосновых лесах; на вырубках, пожарищах, прогреваемых солнцем местах.
Строчок обыкновенный имеет сильное сходство со строчком гигантским (Gyromitra gigas), который отличается более светлым цветом шляпки, большими размерами (в диаметре до 30 см), строением спор и местом произрастания преимущественно в просторных хвойных лесах, особенно в сосновых посадках для выращивания маслят. Оба вида, так же как и сморчки, растут весной, с конца апреля по конец мая — начало июня.
В отличие от них, строчок осенний (Gyromitra infula) встречается с июля—августа, в хвойных и лиственных лесах на почве, а также на остатках гниющей древесины. Шляпка строчка осеннего обычно до 10 см в ширину, складчатой формы, коричневая, с возрастом становится коричневато-черноватой, с бархатистой поверхностью. Строчок осенний ядовит. Есть мнение, что термообработка практически бессильна. Форма у шляпки роговидно-седловидная (чаще встречается в виде трех сросшихся рогов), краями шляпка срастается с ножкой. Ножка 3—10 см в длину, шириной до 1,5 см, полая, часто сплюснутая с боков, цвет варьирует от беловатого до коричневато-сероватого.

## Токсичность и употребление в пищу
В строчках, особенно в сырых, содержатся гиромитрины — сильные токсины, производные гидразина общей формулы R=N-N(CHO)CH3 (в старой литературе в качестве ядовитого вещества строчков называли гельвелловую кислоту, однако впоследствии её существование было опровергнуто), обладающие гемолитическим действием, а также разрушающие центральную нервную систему, печень и желудочно-кишечный тракт. Поэтому употребление в пищу жареных неотваренных строчков, а также бульонов из них, может приводить к серьёзным отравлениям.
При употреблении строчков в пищу необходимо соблюдать осторожность. Во-первых, даже те количества гиромитринов, которые остаются в грибах после отваривания или сушки и не вызывают клинической картины отравления, могут быть канцерогенны. Во-вторых, некоторые люди (особенно дети) могут обладать повышенной чувствительностью к гиромитринам, так что даже небольшие количества этого яда будут опасны для них. Высказывалось предположение о существовании особых штаммов строчков с повышенным содержанием гиромитринов, против которого вываривание неэффективно.
Автор книг и публикаций о грибах Михаил Вишневский считает, что строчки, растущие в Западной Европе, отличаются по химическому составу от строчков, растущих восточнее Чехии и Польши, которые, по его мнению, недостаточно ядовиты, следовательно, могут употребляться в пищу.

### Способы снижения содержания гиромитрина перед употреблением в пищу
Гиромитрины в организме метаболизируются с отщеплением формильной группы и альдегида, образуя токсичный метилгидразин, ответственный за их токсичное действие. Такое расщепление гиромитринов может быть проведено и при обработке грибов; на этом основаны два способа (частичной) детоксикации строчков — вываривание в течение 15—30 минут с последующим сливом отвара и промыванием грибов в проточной воде (некоторые авторы рекомендуют двукратное отваривание), а также сушка строчков на открытом воздухе. В первом случае метилгидразин переходит в отвар, во втором — испаряется. После отваривания или сушки строчки во многих странах, в том числе и в России, употребляются для приготовления грибных блюд. Однако вываривание не экстрагирует гиромитрины полностью, единственным надёжным способом удалить их из грибов является длительная сушка при повышенной температуре или (в течение шести месяцев) на свежем воздухе.

### Путаница строчков со сморчками
В связи с этим, как и строчок, сморчок также рассматривается санитарными врачами в России как «условно-съедобный гриб». В итоге, несмотря на отсутствие достоверных данных о токсичности сморчков (в отличие от токсичности сырых строчков), предварительная кулинарная обработка (отваривание или сушка) рекомендуется и для этих грибов.